# Équipe d'Angleterre de rugby à XV au Tournoi des Six Nations 2003
L'équipe d'Angleterre de rugby à XV au Tournoi des Six Nations 2003 termine première en réalisant un Grand Chelem, soit cinq victoires pour cinq matches disputés. Lors du match d'ouverture du Tournoi, l'Angleterre gagne contre la France en marquant 25 points contre 17,, avec vingt points inscrits au pied par Jonny Wilkinson. L'équipe gagne ensuite contre le pays de Galles, l'Italie et l'Écosse. Lors du match contre l'Italie, Wilkinson est nommé capitaine pour la première fois, remplaçant ainsi Martin Johnson qui est libéré pour la naissance de son premier enfant. L'Irlande a elle aussi gagné tous ses matches et la rencontre entre les deux équipes à Lansdowne Road est réellement décisive. L'Angleterre gagne par 42 à 6, et Wilkinson est nommé homme du match. Il a été efficace au pied et bon en défense,.

## Composition de l'effectif
Trente-deux  joueurs apportent leur contribution à ce succès :
| Entraîneur | Entraîneur             | Clive Woodward                                                                |
| Avants     | Pilier                 | Jason Leonard, Graham Rowntree, Trevor Woodman, Julian White                  |
| Avants     | Talonneur              | Steve Thompson, Mark Regan                                                    |
| Avants     | Deuxième ligne         | Martin Johnson (cap.), Ben Kay, Danny Grewcock, Simon Shaw                    |
| Avants     | Troisième ligne aile   | Lewis Moody, Joe Worsley, Neil Back, Pat Sanderson                            |
| Avants     | Troisième ligne centre | Lawrence Dallaglio, Richard Hill                                              |
| Arrières   | Demi de mêlée          | Andy Gomarsall, Matt Dawson, Kyran Bracken                                    |
| Arrières   | Demi d'ouverture       | Jonny Wilkinson, Paul Grayson, Charlie Hodgson                                |
| Arrières   | Centre                 | Will Greenwood, Mike Tindall, Charlie Hodgson, Ollie Smith                    |
| Arrières   | Ailier                 | Ben Cohen, Dan Luger, Jason Robinson, James Simpson-Daniel, Phil Christophers |
| Arrières   | Arrière                | Jason Robinson, Josh Lewsey                                                   |

## Résultats des matches
- 15 février : victoire 25-17 contre l'équipe de France  à Twickenham
- 22 février : victoire 26-9 contre l'équipe du pays de Galles à Cardiff
- 9 mars : victoire 40-5 contre l'équipe d'Italie  à Twickenham
- 22 mars : victoire 40-9 contre l'équipe d'Écosse  à Twickenham
- 30 mars : victoire 42-6 contre l'équipe d'Irlande à Dublin

## Statistiques

### Meilleur réalisateur
- Jonny Wilkinson : 69 points

### Meilleurs marqueurs d'essais
Ont chacun inscrit trois essais :
- Jason Robinson
- Josh Lewsey
- Will Greenwood